# .re
‎.re‏ دامنه اینترنتی اختصاص داده شده به جزیره ریونیون (جزیره‌ای در اقیانوس هند و یکی از سرزمین‌های ناحیه‌های فرادریایی فرانسه) است.